# The Texas Chain Saw Massacre (игра, 2023)
The Texas Chain Saw Massacre (с англ. — «Техасская резня бензопилой») — компьютерная игра, основанная на франшизе «Техасская резня бензопилой». Разработкой занималась студия Sumo Nottingham, издательством — Gun Interactive. Она включает в себя кооперативный режим и бои между игроками (PvP). Роль Кожаного лица исполнил Кейн Ходдер, Эдвин Нил повторил роль Автостопщика из оригинального фильма.
Релиз состоится 18 августа 2023 года на платформах Windows, PlayStation 4, PlayStation 5, Xbox One, Xbox Series X/S, игра также выйдет в Xbox Game Pass. Перед релизом игра провела технический тест, который проходил 25-29 мая 2023 года.

## Персонажи
В игре участвуют пять различных убийц: Кожаное (Кейн Ходдер), Повар (Трой Бёрджесс), Автостопщик (Эдвин Нил) и два других члена семьи, новички Джонни (Дэмиан Маффей) и Сисси (Кристина Клебе). Жертвами станут Ана Флорес (Скаут Тейлор-Комптон), Конни Тейлор, Джули Кроуфорд, Лиланд МакКинни (Хантер С. Смит) и Сонни Уильямс. История игры разворачивается вокруг жертв, ищущих Марию, пропавшую сестру Аны.

## Релиз
В мае 2023 года разработчики игры запустили YouTube-канал под названием «LoFi Leatherface». Канал использовал анимацию и иллюстрации, созданные Мэттом Хуфелем, наряду с Lo-Fi-музыкой.

## Оценки
| Сводный рейтинг       | Сводный рейтинг                        |
| Агрегатор             | Оценка                                 |
| --------------------- | -------------------------------------- |
| Metacritic            | 72/100 (PC) 71/100 (PS5) 77/100 (XBXS) |
| OpenCritic            | 75/100 (57 %)                          |
| «Критиканство»        | 84/100                                 |
| Иноязычные издания    |                                        |
| Издание               | Оценка                                 |
| Eurogamer             | [ 22 ]                                 |
| GameSpot              | 9/10                                   |
| IGN                   | 6/10                                   |
| PCGamesN              | 8/10                                   |
| Push Square           | [ 26 ]                                 |
| Shacknews             | 8/10                                   |
| The Guardian          | [ 28 ]                                 |
| Русскоязычные издания |                                        |
| Издание               | Оценка                                 |
| StopGame.ru           | «Похвально»                            |

The Texas Chain Saw Massacre получила «смешанные или средние отзывы» от критиков на платформах PC и PlayStation 5, согласно агрегатору рецензий Metacritic. Версия для Xbox Series X/S получила «в основном положительные отзывы». По данным OpenCritic, 57 % рецензентов рекомендовали игру, средняя оценка от ведущих критиков составила 75 баллов из 100.